# 빈 카페하우스

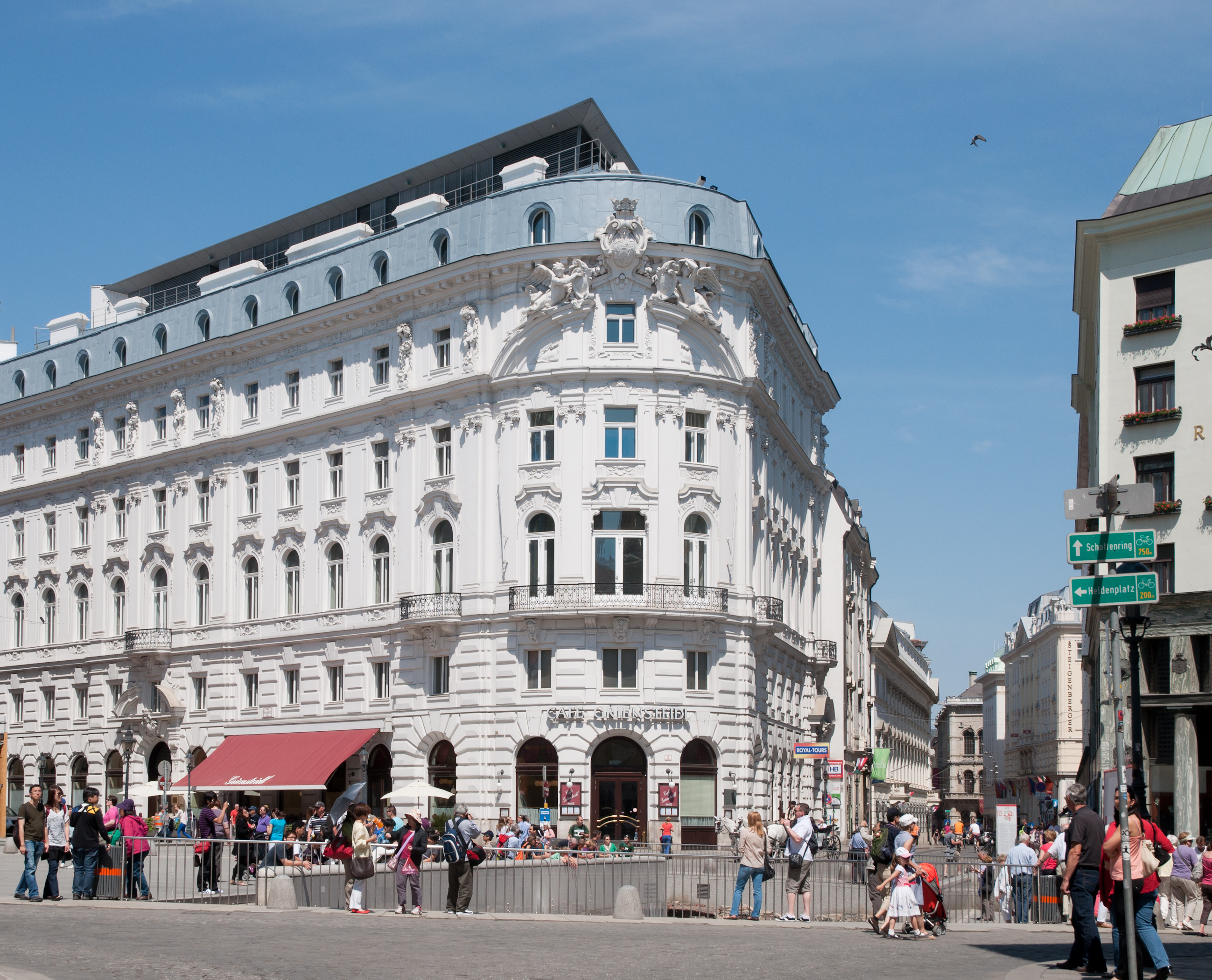
카페 그린슈타이들 외부

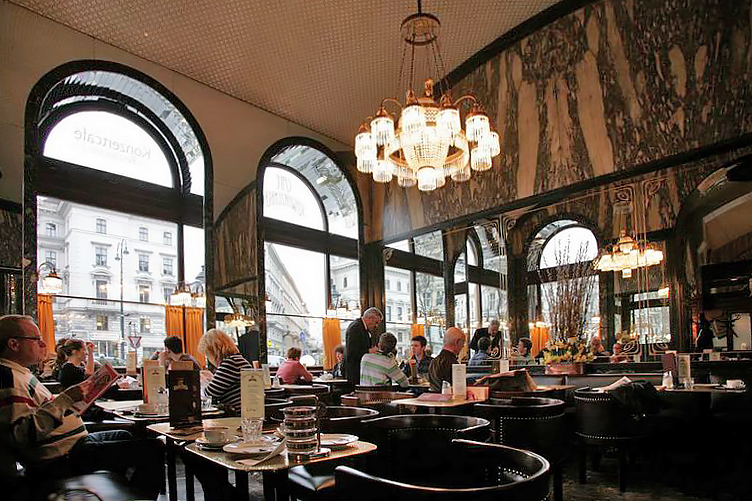
카페 슈바르첸베르크 내부

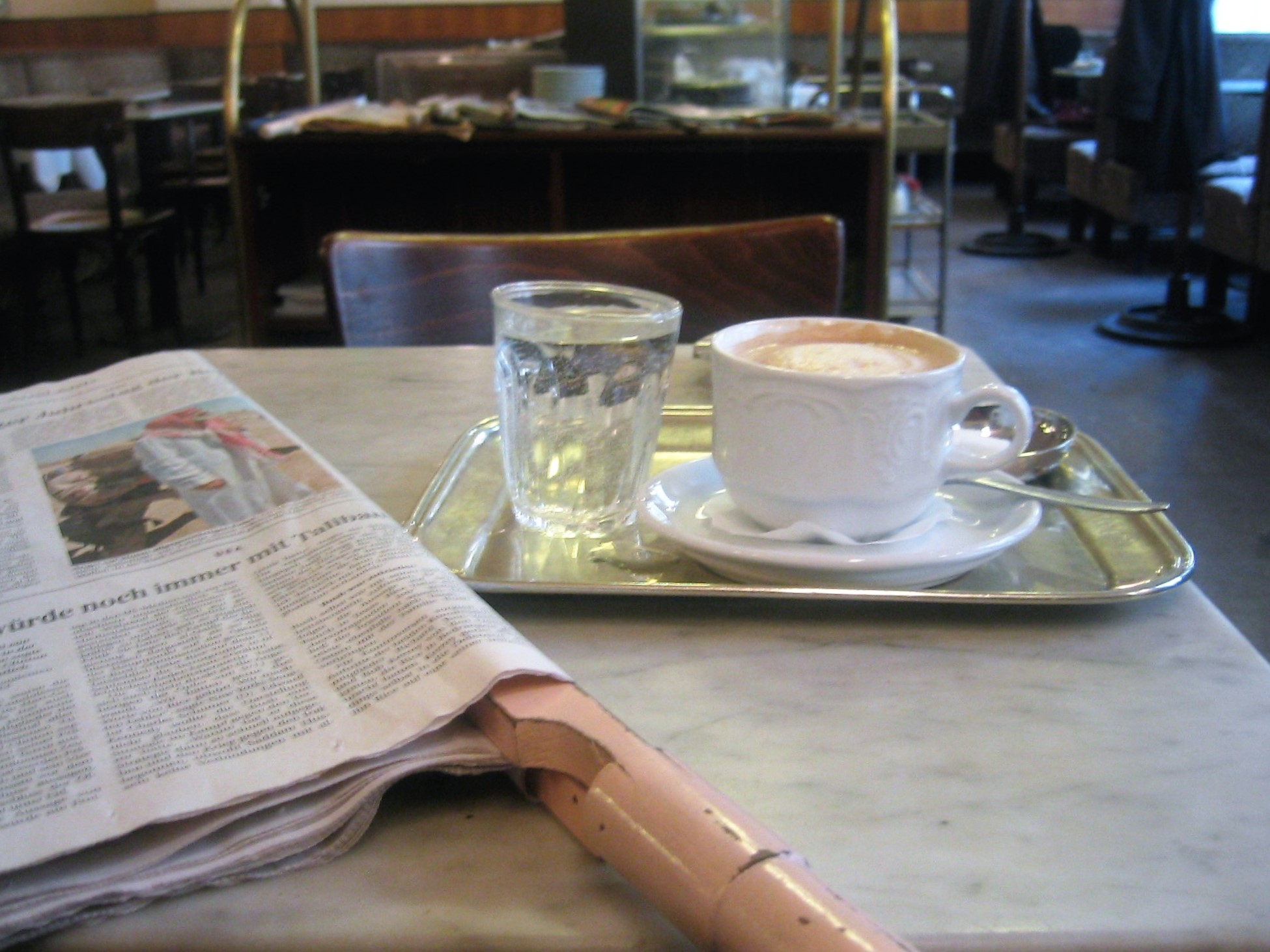
빈 카페하우스 문화: 대리석 탁자, 신문, 유리 물잔과 커피

빈 카페하우스(독일어: Wiener Kaffeehaus, 바이에른어: Weana Kafäähaus)는 오스트리아 빈의 문화를 빚는 데 큰 역할을 하는 공간이다. 도시 곳곳에 오랜 역사를 간직한 카페하우스가 1200여 개 자리한다. 커피집의 대리석 탁자와 토네트 의자가 역사주의적 세부 장식과 어울려 독특한 분위기를 자아낸다. 2011년에 빈 카페하우스 문화(독일어: Wiener Kaffeehauskultur)가 유네스코(UNESCO) 무형문화유산으로 등재되었다.

## 역사
빈의 커피와 카페하우스 문화는 17세기 말 침략한 오스만 제국 군대가 남기고 간 커피콩으로부터 시작되었다. 15개 나라와 5000만명이 훨씬 넘는 인구를 거느린 오스트리아-헝가리 제국의 수도였던 19세기 당시 빈은 인구 200만의 대도시였으며, 시민 절반 이상은 타지에서 온 사람들로, 독일어와 체코어를 비롯한 10여개 언어가 혼용되는 곳이었다. 도망 중인 반체제 인물들이 안전하게 숨을 수 있는 공간이었던 빈의 지식인 공동체는 아주 작아서, 모든 이들이 서로를 알았으며, 이곳의 카페하우스는 문화적 경계를 뛰어넘어 토론과 대화가 오가는 공간이었다.
원두를 구하기 어려웠던 시기 카페하우스는 권력층 남성들만 이용할 수 있었으며, 이들은 카페하우스에 비치된 신문을 읽고 당구나 체스 등 사교 활동을 즐겼다. 이후 카페하우스는 가난한 예술가가 예술적 영감을 얻는 장소이기도 했다. 카페하우스에 드나들던 대표적 명사로 지그문트 프로이트, 레프 트로츠키, 당시 화가를 꿈꾸던 아돌프 히틀러 등이 있다.
19세기 후반에서 20세기 초반에 걸쳐 카페하우스는 시인이나 소설가, 극작가 등 여러 문학인의 창작 공간이 되기도 하였다. 카를 크라우스의 잡지 《횃불》이 많은 부분 카페하우스에서 쓰였다고 알려져 있으며, 그 외에도 유명한 카페하우스 저술가로 아르투어 슈니츨러, 알프레트 폴가어, 프리드리히 토르베르크, 에곤 에르빈 키슈 등이 있다. 시인 페터 알텐베르크는 심지어 우편물 배달 주소를 카페 첸트랄로 해두기도 하였다. 카페하우스에서 쓰인 문학 작품을 카페하우스 문학이라 부르기도 한다.

## 음료

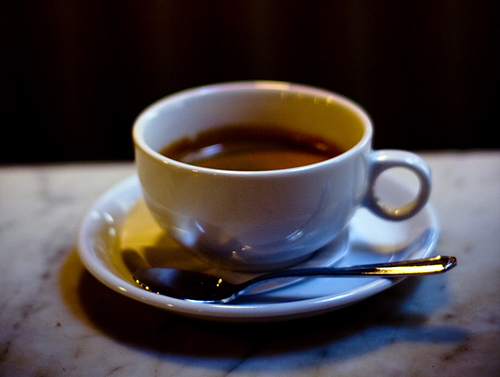
모카(Mokka)

카페하우스에서는 커피에 물 한 잔을 곁들여 낸다. 터키 커피와 비슷한 진한 블랙 커피가 모카(Mokka)라 불리며, 모카를 베이스로 여러 가지 커피 음료가 만들어졌다.
- 멜랑슈(Melange): 우유 거품을 올린 밀크 커피이다.
- 모차르트(Mozart): 키르슈바서를 넣고 크림을 얹은 뒤 피스타치오를 뿌린 커피이다. 볼프강 아마데우스 모차르트의 이름을 땄다.
- 모카(Mokka): 터키 커피와 비슷한 진한 블랙 커피이다. 2~30초 안에 고온·고압으로 추출하는 이탈리아식 에스프레소보다 추출 시간이 두 배 이상 길며, 따라서 향과 바디감도 훨씬 부드럽다.[7] 모카를 베이스로 여러 가지 커피 음료가 만들어졌다.
- 비더마이어(Biedermeier): 애프리콧 브랜디를 넣고 크림을 얹은 커피이다.
- 아이스카페(Eiskaffee): 아이스크림을 넣고 크림을 얹은 아이스 커피이다.
- 아인슈페너(Einspänner): 크림을 올린 커피이다.
- 카페 마리아 테레지아(Kaffee Maria Theresia): 오렌지 리큐어를 넣고 크림을 얹은 커피이다. 마리아 테레지아의 이름을 땄다.
- 클라이너 브라우너(Kleiner Brauner): 밀크 커피이다.
- 프란치스카너(Franziskaner)는 크림을 올린 밀크 커피이다.
- 페를렝게르터(Verlängerter): 물을 탄 커피이다. 카페 아메리카노와 비슷하다.
- 헤페를카페(Häferlkaffee): 커피를 약간 넣은 우유이다. 우유 거품을 올려 내며 라테 마키아토와 비슷하다.

## 유명한 카페하우스
- 아이다(Aida): 체인점이다.

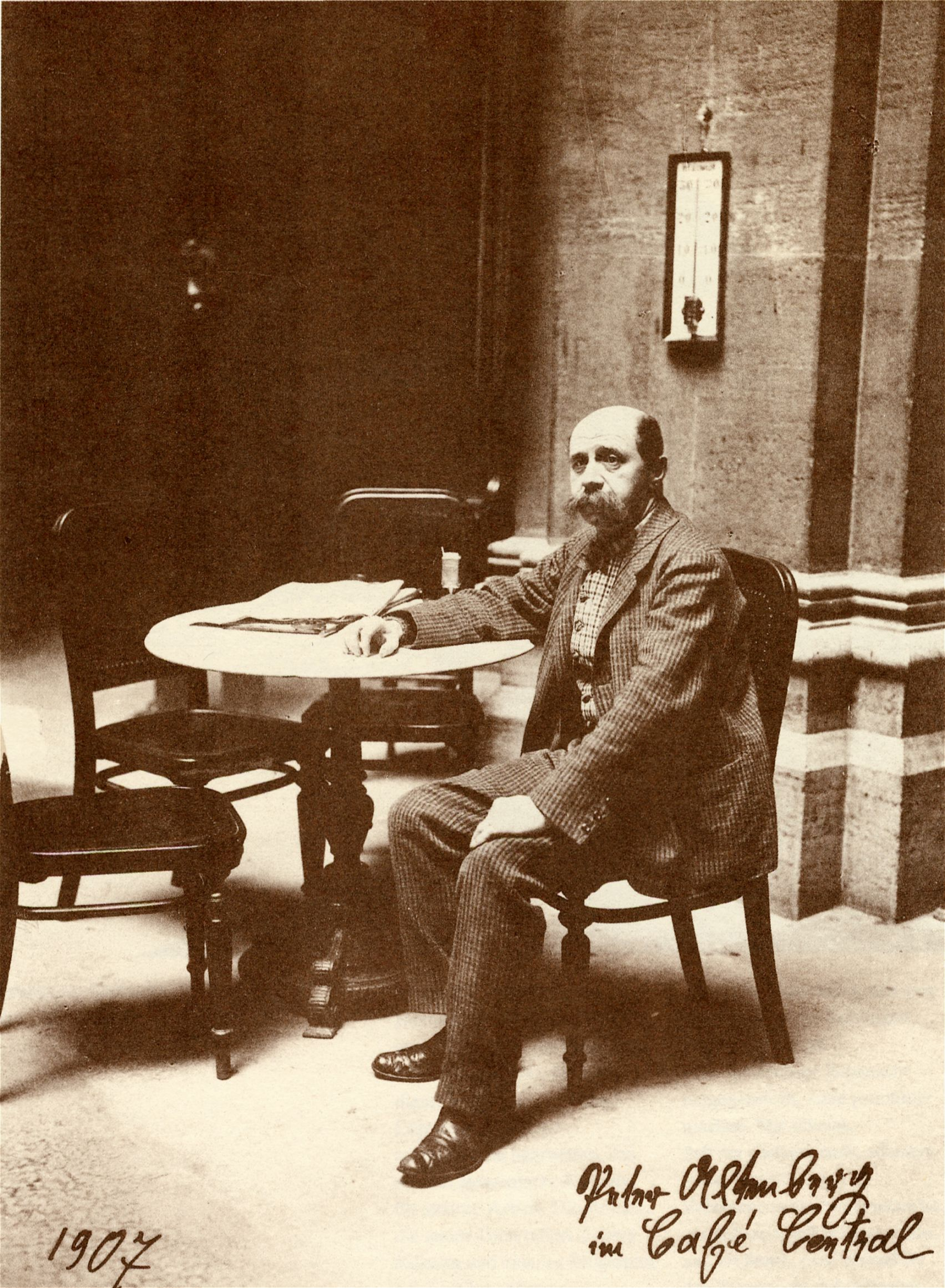
카페 첸트랄과 페터 알텐베르크

- 카페 그린슈타이틀(Café Griensteidl): 레프 트로츠키가 가장 좋아했던 카페하우스이다. (2017년 7월 폐점)
- 카페 데멜(Café Demel)
- 카페 란트만(Café Landtmann): 지그문트 프로이트가 가장 좋아했던 카페하우스이다.[6]
- 카페 무제움(Café Museum)
- 카페 브로이너호프(Café Bräunerhof)
- 카페 첸트랄(Café Central): 페터 알텐베르크가 가장 좋아했던 카페하우스이다.
- 카페 슈바르첸베르크(Café Schwarzenberg)
- 카페 슈페를(Café Sperl)
- 카페 알트 빈(Kaffee Alt Wien)
- 카페 자허(Café Sacher)
- 카페 프라우엔후버(Café Frauenhuber): 1788년 개업 당시 볼프강 아마데우스 모차르트가 기념연주를 했다.[2]
- 카페 하벨카(Café Hawelka)

## 해외에서
2011년 조선민주주의인민공화국 정부는 오스트리아 기업 헬무트 자허스 카페의 투자를 받아 비엔나 커피 전문점인 련광차집을 개업했다. 김일성광장 근처 조선중앙력사박물관에 위치해있으며 커피 한 잔의 가격은 일반적인 근로자 월급의 3배에 달한다.

## 사진 갤러리

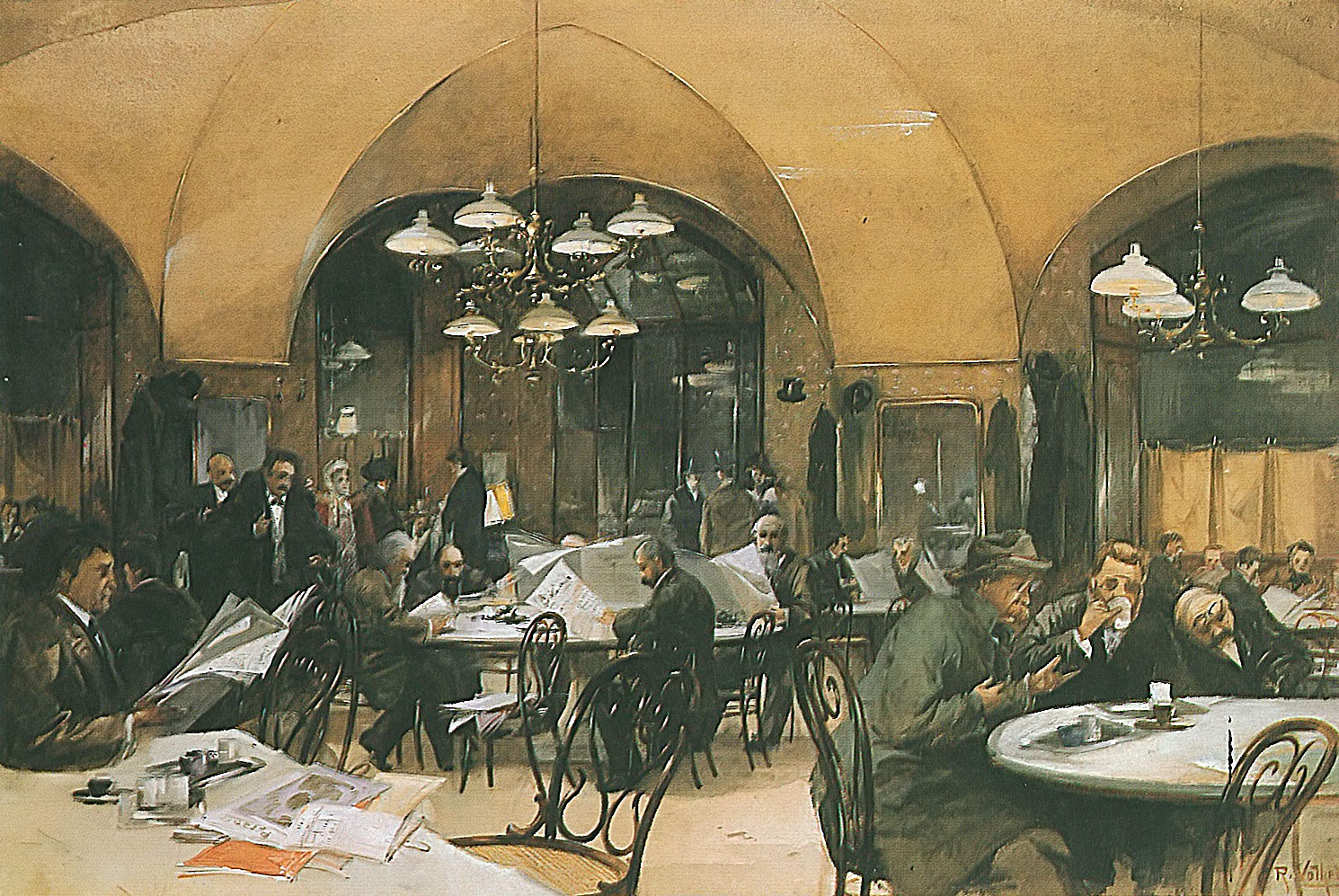
카페 그린슈타이틀 내부 (1896년)
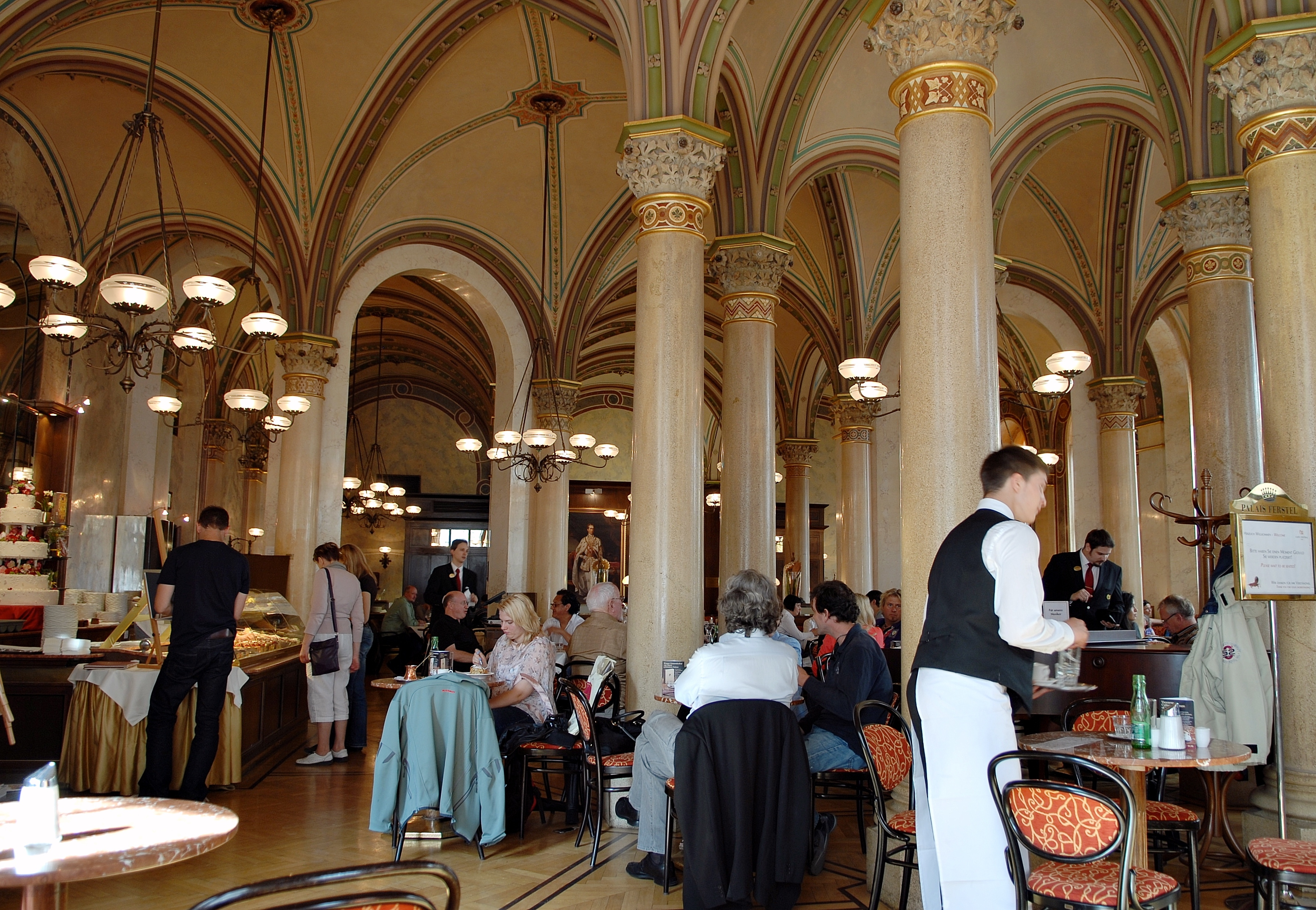
카페 첸트랄 내부